# Paízo
Salomão Manuel Troco, noto come Paízo (Luanda, 10 maggio 1992), è un calciatore angolano, difensore del Primeiro de Agosto e della Nazionale angolana.

## Carriera

### Club
Ha sempre giocato per club angolani.

### Nazionale
Ha esordito con la nazionale angolana nel 2013. Ha preso parte alla Coppa d'Africa 2019.

## Palmarès

### Club

#### Competizioni nazionali
- Girabola: 4

Primeiro de Agosto: 2016, 2017, 2018, 2019